# Васильєва Олена Василівна
Олена Василівна Васильєва (рос. Елена Васильевна Васильева; нар. 6 листопада 1976) — російська футболістка, воротарка та захисниця, тренерка. Майстер спорту Росії.

## Життєпис
Займалася футболом із 12 років. Спочатку виступала на позиції воротаря, у тому числі у дорослому футболі, але потім через невисокий зріст переведена на позицію польової гравчиня. Викликалася до молодіжної збірної Росії. Грала за клуби вищої ліги Росії — петербурзькі «Сила» та «Аврора». Також виступала в нижчих лігах Росії за «Калужанку» та петербурзькі «Зміну» та «Іскру» та у Фінляндії за «Ладенсо», «Суолахті», «Мімміфутіс» (Куопіо). У 1995 році включена до списку 33-х найкращих гравців сезону під № 3 на позиції воротаря.
Також брала участь у змаганнях з футзалу, ставала чемпіонкою Росії у складі «Аврори». Після закінчення професійої кар'єри грала у футбол, міні-футбол та пляжний футбол у міських аматорських змаганнях у Санкт-Петербурзі.
Закінчила ДАФК ім. П. Ф. Лесгафт. З 1998 року, паралельно з ігровою кар'єрою, працювала дитячою тренеркою у ДЮСШ №2 Невського району Санкт-Петербурга. Також співпрацювала із футбольним клубом «Аврора». Приводила свої команди до призових місць на першості Санкт-Петербурга та Росії.